# Oscar Gloukh
Oscar Gloukh (hebr. ‏אוסקר גלוך‎; ur. 1 kwietnia 2004 w Rechowot) – izraelski piłkarz  pochodzenia grający na pozycji pomocnika w Holenderski klubie AFC Ajax oraz reprezentacji Izraela. Uczestnik Letnich Igrzysk Olimpijskich 2024 w Paryżu.

## Sukcesy

### Red Bull Salzburg
- Mistrzostwo Austrii: 2022/23
- Wicemistrzostwo Austrii: 2023/24

### Izrael U-19
- Wicemistrzostwo Europy U-19: 2022

### Wyróżnienia
- Drużyna turnieju Mistrzostw Europy U-19: 2022[6]
- Gol turnieju Mistrzostw Europy U-19: 2022[7]